# Psalm 94
Der 94. Psalm (nach griechischer Zählung der 93.) gehört in das vierte Buch der Psalmen. Er ist von der Gattung her der Reihe der Klagelieder mit Einflüssen der Weisheitsdichtung zugehörig. 

## Struktur
Der Alttestamentler Hermann Gunkel schlägt folgende Strukturierung vor:
Vers 1–7: Klagelied
Vers 1 f.: einleitender „Hilfeschrei“ an den „Gott der Rache“
Vers 3–7: Klage über die Feinde: 
Vers 4: Sie triumphieren
Vers 5: Sie demütigen JHWHs Volk
Vers 6: Sie bringen die Hilflosen zu Tode
Vers 7: Sie fürchten nicht das göttliche Gericht
Vers 8–11: Predigt an die Gottesverächter
Vers 8: Einleitung
Vers 9–11: Hauptstück der Predigt: Es gibt einen, der die Nationen zurechtweist
Vers 12–15: Trostzuspruch den Frommen
Vers 12 f.: Segensspruch
Vers 14 f.: Gewissheit
Vers 16–23: Klagelied eines Einzelnen
Vers 16: Klage
Vers 17–19: Erinnerung an Gottes Hilfe
Vers 20 f.: nochmals Klage
Vers 22 f.: Gewissheit der Erhörung

## Datierung
Ferdinand Hitzig setzt den Psalm auf die Erzählung von Backides und Alkimos im 1. Buch der Makkabäer 7,8 ff.  an. Bernhard Duhm datiert den Psalm auf die Zeit unter Alexander Jannäus. Hermann Gunkel sieht in diesen Datierungen keinen wissenschaftlichen Wert.

## Musik
Vers 19: Ich hatte viel Bekümmernis in meinem Herzen, aber deine Tröstungen erquicken meine Seele bildet den Eingangschor der gleichnamigen Kantate von Johann Sebastian Bach.
Julius Reubkes Orgelsonate Der 94. Psalm gehört zum Standardrepertoire der Konzertorganisten.